# Kozinec písečný

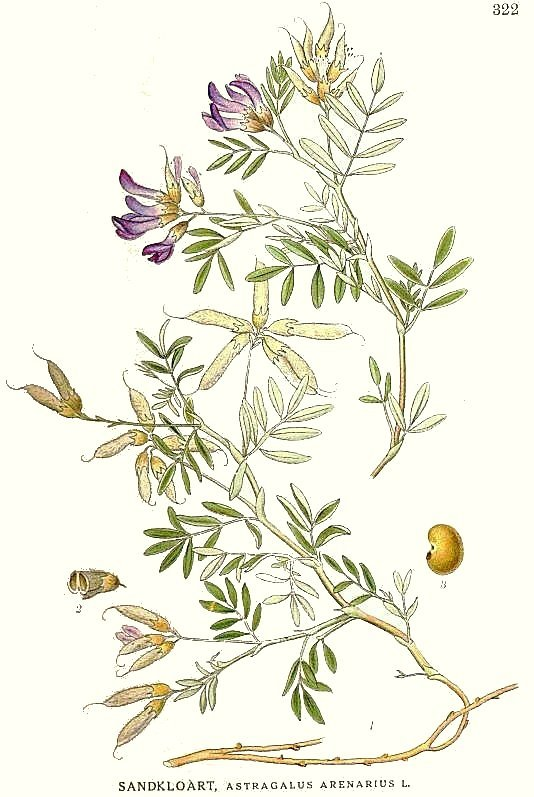
Nákres kozince písečného

Kozinec písečný (Astragalus arenarius) je nízká, většinou poléhavá bylina rostoucí na písčitých stanovištích. Je to reliktní druh ze širokého rodu kozinec, v České republice je ohrožen vyhynutím.

## Výskyt
Druh pochází z písečných stepí ve Středním Rusku, ze sarmatské oblasti zahrnující území okolo dnešního Černého a Kaspického moře včetně jižní Ukrajiny. Odtamtud se v teplém boreálu (asi v létech 7000 až 5000 př. n. l.) dostával na západ koridorem severně od Karpat. Jako vzpomínka na tuto dobu zůstal řídce rozšířen od povodí Kamy na východě po střední Odru na západě. Mimo tato území se dostal na jih Švédska i Finska a do Pobaltí.
V České republice roste na západní hranici svého areálu. Vyskytuje se pouze na několika málo místech v Čechách kde osídluje suché písčité půdy a přesypy vátých písků. V poslední době byl zjištěn pouze na přechodně chráněné ploše v obci Zdelov u Týniště nad Orlicí a poblíž železniční tratě v Borohrádku v okrese Rychnov nad Kněžnou, v Hradčanských stěnách u Mimoně v okrese Česká Lípa a v národní přírodní památce Semínský přesyp v okrese Pardubice.

## Popis
Vytrvalá rostlina s lodyhou 15 až 35 cm dlouhou která je větvená, poléhavá nebo vystoupavá. Střídavě vyrůstající řapíkaté zpeřené listy, asi 5 cm dlouhé, mají čtyři až osm párů čárkovitě podlouhlých lístků. Lodyhy i lístky jsou porostlé jemnými bílými chloupky.
Z úžlabí listů rostou na přímých, 2 až 5 cm dlouhých stopkách řídká hroznovitá květenství složena se čtyř až osmi krátce stopkatých květů s úzce trojúhelníkovitými listeny. Oboupohlavné květy mají lysý kalich s pěti nestejnými úzkými laloky a světle fialovou neb červenofialovou korunu až 1,5 cm dlouhou. Její pavéza je podlouhlá, na vrcholu vykrojená a člunek je kratší než křídla. Ve květech je dále po deseti tyčinkách a jednom pestíku. Rozkvétají v červnu a červenci a jsou opylovány hmyzem kterému poskytují nektar.
Plody jsou okolo 2 cm dlouhé, jemně chlupaté lusky. Obsahují 5 až 12 tmavě hnědých ledvinovitých semen asi 2 mm dlouhých a 1,5 mm širokých. Ploidie druhu je 2n = 16.

## Ohrožení
Kozinec písečný je konkurenčně slabá rostlina a snadno ze stanoviště vymizí, např. pokud dojde k zastínění statnějšími rostlinami. Vhodných míst mu stále ubývá, mnoho písčin bylo přeměněno na borové lesy nebo zarostly bylinnou vegetaci či náletovými dřevinami. Je proto v „Seznamu zvláště chráněných druhů rostlin“ stanoveném vyhláškou Ministerstva životního prostředí ČR č. 395/1992 Sb. ve znění vyhl. č.175/2006 Sb. i v „Červeném seznamu cévnatých rostlin České republiky“ považován za druh kriticky ohrožený (§1,C1t).